# Fernando Abreu
Fernando Augusto de Abreu Ferreira (* 3. Oktober 1984 in São Paulo), auch Fernando Abreu genannt, ist ein ehemaliger brasilianisch-italienischer Fußballspieler.

## Karriere
Fernando Abreu erlernte das Fußballspielen in der Jugendmannschaft des FC Turin im italienischen Turin. Seinen ersten Vertrag unterschrieb er 2003 bei Racing Santander. Der Verein aus der spanischen Stadt Santander spielte in der ersten Liga des Landes, der Primera División. Hier wurde er hauptsächlich in der zweiten Mannschaft eingesetzt. 2007 wurde er einmal in der ersten Liga eingesetzt. Hier kam er am 17. Juni 2007 im Heimspiel gegen Betis Sevilla zum Einsatz, als er in der 85. Minute für Pablo Alfaro eingewechselt wurde. Im August 2007 wechselte er zu Atlético Madrid B. Die zweite Mannschaft von Atlético spielte in der dritten spanischen Liga, der Segunda División B. Nach zwei Jahren verließ er Spanien und wechselte nach Slowenien. Hier schloss er sich NK Olimpija Ljubljana an. Mit dem Verein aus Ljubljana spielte er in der ersten Liga des Landes, der Slovenska Nogometna Liga. Olympiakos Nikosia, ein Erstligist aus Zypern, nahm ihn Mitte 2010 unter Vertrag. Mit dem Klub aus Nikosia spielte er zehnmal in der ersten Liga, der First Division. 2011 zog es ihn nach Finnland. Hier unterschrieb er einen Einjahresvertrag bei IFK Mariehamn in Mariehamn. Mit Mariehamn spielte er elfmal in der Veikkausliiga. 2012 ging er nach Asien. Hier verpflichtete ihn der Johor Darul Ta’zim FC aus Malaysia. Für Johor spielte er siebenmal in der Malaysia Super League. Der litauische Klub Ekranas Panevėžys aus Panevėžys nahm ihn Anfang 2013 unter Vertrag. Für den Klub, der in der ersten litauischen Liga, der A lyga, spielte, stand er bis Mitte 2013 fünfmal auf dem Spielfeld. Mitte 2013 ging er wieder nach Asien, wo er einen Vertrag beim thailändischen Erstligisten Chiangrai United unterschrieb. Für den Erstligisten absolvierte er 46 Spiele in der ersten Liga. Nach Vertragsende in Chiangrai nahm ihn Anfang 2016 der Zweitligist Lampang FC aus Lampang für eine Saison unter Vertrag. 2017 spielte er beim Drittligisten Trang FC in Trang.